# بحر سافو

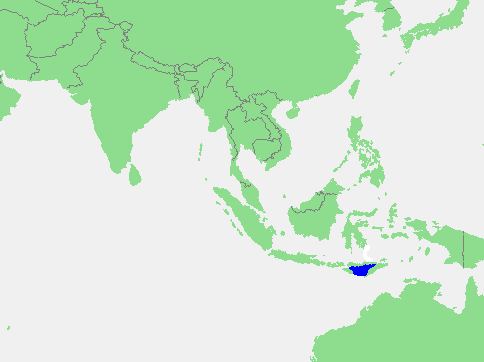
موقع بحر سافو في أسيا.

بحر سافو أو بحر ساوو, هو بحر صغير داخل إندونيسيا سمي على اسم جزيرة ساوو «سافو» على حدوده الجنوبية. يحده جزر سافو وراي جوا إلى الجنوب، و جزر روتي وتيمور (انقسمت بين تيمور الشرقية وإندونيسيا) إلى الشرق،جزيرة فلوريس وأرخبيل ألور إلى الشمال / شمال غرب، و جزيرة سومبا إلى الغرب / الشمال الغربي. بين هذه الجزر، ويصب في المحيط الهندي إلى الجنوب والغرب، و بحر فلوريس إلى الشمال، و بحر باندا إلى الشمال الشرقي.
بحر سافو يصل إلى حوالي 3500 م عمقاً. ويمتد حوالي 600 كم من الغرب إلى الشرق، و 200 كم من الشمال إلى الجنوب. أكبر مدينة على البحر هي كوبانغ عاصمة إقليم نوسا تنقارا الشرقية في جزيرة تيمور، مع حوالي 450،000 نسمة.
المنظمة الهيدروغرافية الدولية تعرف بحر سافو بأنه واحد من مياه شرق الأرخبيل الهندي.